# とびだせ!トラぶる花札道中記
『とびだせ!トラぶる花札道中記』 （とびだせ トラぶるはなふだどうちゅうき、TORABURU TRAVEL JOURNAL）は、TYPE-MOONのビジュアルノベル『Fate/stay night』を原作とする、PlayStation Portable専用花札ゲーム。
元は『Fate/hollow ataraxia』内のミニゲーム「トラぶる花札道中記」で、本作はそれに追加要素を加えたものとなっており、そちらの解説も行う。また本作の続編であるPSP専用ソフト『とびたて!超時空トラぶる花札大作戦』（とびたて ちょうじくうトラぶるはなふだだいさくせん）も本記事で扱う。

## 概要
TYPE-MOONの展開するビジュアルノベルゲーム『Fate/stay night』と、そのシリーズ作品のキャラクターチームを選択し、花札の「こいこい」をプレイする。イラストはゲストのイラストレーターを複数招いている。
タイトルの「トラぶる」とは、『Fate/stay night』のおまけコーナー「タイガー道場」に登場した藤村大河（師匠）とイリヤスフィール・フォン・アインツベルン（弟子一号）のことで、シナリオも「タイガー道場」の世界観に準拠している。ほか『フェイト/タイガーころしあむ』「おねがい !アインツベルン相談室」といったシリーズに受け継がれている。
本作は作中作であったり、あるいは特典付録作品であるため、個別での販売は一切行われていない。
トラぶる花札道中記
2005年10月28日に発売された『Fate/hollow ataraxia』の作中ミニゲームの1つ。
本編でいくつかの条件を満たすと、メニュー画面からプレイできるようになる。
トラぶる花札道中記EX（エクセリオン）
2006年8月に配布された拡張パッチを当てることでプレイ可能。
新チームなどの追加要素と、若干の難易度調整が施されている。拡張パッチは2006年8月に開催されたコミックマーケット70のTYPE-MOONブースで初めて配布され、以後はTYPE-MOON公式WEBサイトでも公開されている。
とびだせ! トラぶる花札道中記
2007年4月19日に発売されたPlayStation 2専用ソフト『Fate/stay night [Réalta Nua]』の初回限定版特典。
PlayStation Portableの移植作であり、基本的にはPC版と同内容だが、フルボイス化されており、新規チームも加えられている。
また2012年11月29日に発売されたPlayStation Vita版『Réalta Nua』の購入特典として、PlayStation Storeから本作を無料でダウンロードできるプロダクトコードが付属。
とびたて! 超時空トラぶる花札大作戦
上記3タイトルとは違う完全新作のPSP専用ソフト。PS Vita版『Realta Nua』の購入特典。
ルールなどは前作と変わらないが、登場チームの一新、BGMやCGの一部が変更がされている。「トラぶる」と銘打ってはあるが、「タイガー道場」に登場する二人は一切登場しない。

## ゲームシステム

### ルール
持ち点は原則として12文。役は五光、四光、雨四光、三光、猪鹿蝶、青短、赤短、たん、たね、かす、月見酒（月見で一杯）、花見酒（花見で一杯）、くっつき、手四の計14。場札あるいは手札に同じ月の札がある場合は、わかりやすく色で示されるようになっている。

### 宝具
本作の特徴として、チーム・キャラクターごとに設定されている「宝具」の存在がある。宝具は使用すると自分や相手に何らかの効果を及ぼす。宝具を使用できるキャラクターごとにMPあるいはそれに相当するステータスが設定されており、これらを一定値消費することによって、宝具を発動させることができる。MPは各チームごとに設定された任意の札を取ると回復する。発動させるタイミングは、プレイヤーが自発的に発動させるもの、一定条件下で任意発動するもの、自動発動するものなどがある。また宝具による特殊な役も存在する。

### 令呪
原作通り、各チームには3回の「令呪」使用権があり、敗北した場合の対戦仕切り直しができる。またトラぶるモードではクリアー済みの対戦をスキップすることもできるが、全ての令呪を使用しきった状態でシナリオをクリアすると、シナリオ分岐が発生する。なお第二作では5回まで仕切り直しができる。

### モード
トラぶるモード
本作のストーリーモードにあたる。チーム「トラぶる血夜呼霊怒」を使用して、ストーリーを進めながら敵対するチームと闘い、それを倒してエンディングへ到達する。大作戦ではこのモードは存在しない。
のーまるモード / すとーりーモード
チーム「トラぶる血夜呼霊怒」以外のチームによる準ストーリーモード。オープニング、第3戦、第6戦、エンディングにイベントが設定されており、計6チームとの戦いに勝利するとクリアとなる。なお大作戦では「すとーりーモード」と改題。
ふりー対戦
使用可能チームを自由に使ってコンピューターと対戦ができる。一部、のーまるモードで使用不可のチームも使用できる場合がある。
通信対戦
PSP版で追加されたモード。アドホック通信機能を使って、他のプレイヤーと対戦する。
ちゅーとりある
本作のルールを解説するモード。道中記ではセラとリーゼリット、大作戦ではアサシンとちびアサによる解説と体験プレイができる。

## あらすじ

### トラぶるモード
第五次聖杯戦争前夜、衛宮邸の道場で寛いでいた藤村大河の元に、天からイリヤスフィール・フォン・アインツベルンが飛来する。イリヤスフィールは、自身は聖杯戦争に招かれたマスターであり、大河はそのサーヴァントなのだと言う。それを了承した大河は、イリヤスフィールとともに敵マスターが持つという七つの星（タイガー・ボール）を集め、聖杯戦争に勝利し互いに自身の願望を実現するために、夜の冬木へと繰り出す。そして大河の宝具「無限の道場」によって、聖杯戦争は花札で勝敗を決する混沌の戦場と化していた。

### のーまるモード
柳洞寺の裏にあるどんな願い事も叶うという「聖杯温泉」が湧いたという。各陣営は花札で敵対するチームを破りながら温泉を目指す。

### すとーりーモード
第四次聖杯戦争の最中、聖杯温泉が出現し、マスターたちに布告される。その頃、根源と接続する沙条愛歌と黒化の進行した間桐桜の策略によって、SE.RA.PHや並行世界の冬木市、そして関東の沙条綾香らも聖杯温泉へと誘われる。彼らは様々な思惑から、温泉を目指す。

## 登場チーム

### 道中記の登場チーム

#### トラぶる血夜呼零怒（ちよこれいと）
藤村 大河（ふじむら たいが）
声 - 伊藤美紀 / イラスト - 武内崇
本作の主人公の一人。通称・タイガ。イリヤスフィールのサーヴァントで、クラスは従者のサーヴァントである「サーヴァント」。契約したマスターに一生支えるサーヴァントであり、聖杯戦争が終わってもマスターの許しが無ければ消失しない。後のタイガー道場の師匠。
マスターとしてこの世界に召喚されたイリヤスフィールと契約し、第八のチームとして聖杯戦争を戦う。
宝具 - 無限の道場（タイガー・まほうじん）
消費 - みかん1個 / 常時
大河と相対した敵は強制的に花札で勝敗を決することを強いられるようになる。
イリヤスフィール・フォン・アインツベルン（Illyasviel von Einzbern）
声 - 門脇舞以 / イラスト - 武内崇
本作の主人公の一人。通称・ブルマ。聖杯戦争の第八のマスターとして、メイドが支配するという並行世界から召喚され、大河と契約を交わす。
後に大河との間に師弟愛が目覚め、後のタイガー道場へと発展して行くことになる。「筋肉少女隊」のイリヤスフィールとは並行世界を隔てた別人。
宝具 - ラインの黄金（グラス・オリジン）
消費 - MP7 / 発動 - 任意
山札の中にある札の中から、自分の役が成立する札をランダムで一枚引く。

#### 食いしん王万歳
衛宮 士郎（えみや しろう）
声 - 杉山紀彰 / イラスト - 都市夫
セイバー
声 - 川澄綾子 / イラスト - 都市夫
宝具1 - 風王結界（インビジブル・エア）
消費 - MP3 / 発動 - 第1ターンのみ任意
自分の役札が相手に見えなくなる。
宝具2 - 約束された勝利の剣（エクスカリバー）
消費 - 10 / 発動 - 任意
使用ターンで上がると、相手に与えるダメージが3倍になる
宝具3 - すべて遠き理想郷（アヴァロン）
消費 - 15 / 発動 - 相手の上がり時に任意
相手から受けるダメージを自分の文数の半分以下にする。

#### 絶対領域黙示録
PC版および拡張版でのチーム名は「弓凛みっくすりみっくす」。
遠坂 凛（とおさか りん）
声 - 植田佳奈 / イラスト - 森井しづき
アーチャー
声 - 諏訪部順一 / イラスト - 森井しづき
宝具1 - 熾天覆う七つの円環（ロー・アイアス）
消費 - MP7 / 発動 - 相手の上がり時に任意
相手から受けるダメージから7文を差し引く。
宝具2 - 無限の剣製（アンリミテット・ブレイドワークス）
消費 - MP8 / 発動 - 任意
山札の中にあるコウ札以外のいずれかの種類の札をランダムで3〜5枚引く。

#### チェリー・ブロッサム・セルシアン
間桐 桜（まとう さくら）
声 - 下屋則子 / イラスト - 高山箕犀
ライダー
声 - 浅川悠 / イラスト - 高山箕犀
宝具1 - 他者封印・鮮血神殿（ブラッドフォート・アンドロメダ）
消費 - MP6 / 発動 - 任意
自分がこいこいをしたターンから、毎ターンに1文ずつ相手の文数を奪う。
宝具2 - 自己封印・暗黒神殿（ブレイカー・ゴルゴーン）
消費 - MP5 / 発動 - 任意
次の相手のターンをスキップする。
宝具3 - 騎英の手綱（ベルレフォーン）
消費 - MP10 / 発動 - 任意
3文の役「騎英の手綱」を成立させる。

#### 筋肉少女隊
イリヤスフィール・フォン・アインツベルン（Illyasviel von Einzbern）
声 - 門脇舞以 / イラスト - ひろやまひろし
バーサーカー
声 - 西前忠久 / イラスト - ひろやまひろし
宝具 - 十二の試練（ゴッド・ハンド）
消費 - MP0 / 発動 - 勝負開始時自動
持ち文数に11文を追加する。

#### 教師と夢見る若奥様（+1）
葛木 宗一郎（くずき そういちろう）
声 - 中多和宏 / イラスト - 武梨えり
キャスター
声 - 田中敦子 / イラスト - 武梨えり
宝具1 - 神言魔術式・灰の花嫁（ヘカティック・グライアー）
消費 - MP5 / 発動 - 任意
発動以降、自分が「カス」で上がった際のダメージを2倍にする。
宝具2 - 破戒すべき全ての符（ルール・ブレイカー）
消費 - MP20 / 発動 - 敗北確定時自動
1/3の確率で自チームが勝利する。
アサシン
声 - 三木眞一郎 / イラスト - 武梨えり
宝具 - 燕返し
消費 - MP3 / 発動 - 任意
相手の「タネ」と「猪鹿蝶」の役を無効化する。

#### 神父と愉快な仲間たち
言峰 綺礼（ことみね きれい）
声 - 中田譲治 / イラスト - 二階堂ぽち
ランサー
声 - 神奈延年 / イラスト - 井本有一
宝具 - 刺し穿つ死刺の槍（ゲイ・ボルグ）
消費 - MP4 / 発動 - 任意
相手の役札をランダムに1枚奪う。
ギルガメッシュ（Gilgamesh）
声 - 関智一 / イラスト - 井本有一
PSP版では一人称が我（オレ）から我（ワレ）に変わっている。
宝具1 - 王の財宝（ゲート・オブ・バビロン）
消費 - MP7 / 発動 - 第1ターンのみ任意
自分の手札のカス札1〜2枚を、山札にあるコウ札に変える。
宝具2 - 天地乖離す開闢の星（エヌマ・エリシュ）
消費 - MP20 / 発動 - 任意
発動ターンで上がると、相手に与えるダメージが10文増える。

#### 洋風建築
セラ（Sella）
声 - 寺田はるひ（現・七緒はるひ） / イラスト - 八雲剣豪
リーゼリット（Leysritt）
声 - 宮川美保 / イラスト - 八雲剣豪
宝具 - 洗脳不思議銃（メイド・ドラグーン）
消費 - MP5 / 発動 - 相手の上がり時に任意
相手の上がりを無効にし、こいこいにする。

#### 僕のワカメ
チーム名はPC版では「〜死んでもいい2005〜」、拡張版では「〜ひとりのビッグ・ショウ2006〜」、PSP版では「〜死んでもいい2006〜」と続く。
間桐 慎二（まとう しんじ）
声 - 神谷浩史 / イラスト - としぼう
文数が3しかなく、あっさりと敗北するが、連続で100回戦うことが出来るため、最強ともいえるキャラクター。
宝具 - 若葉色の遊楽園（ワカメ・パラダイス）
消費 - WP（ワカメポイント） - 5 / 発動 - 自分の文数が5文以下の時に任意
自分か相手の文数を1にする。発動すると背景が海中に変化し、BGMも「GO! 慎二OH」に変わる。

### EX追加チーム
以下は「トラぶる花札道中記EX」のみに登場し、以降の作品では登場しない。

#### おじいちゃんと心肺停止 口臭老人 蟲死キング
間桐 臓硯（まとう ぞうけん）
声 - 津嘉山正種 / イラスト - タスクオーナ
真アサシン
イラスト - タスクオーナ
宝具 - 妄想心音（ザバーニーヤ）
消費 - MP6 / 発動 - 任意
効果 - 相手のサーヴァントのMP3〜8を奪う。足りない場合はその分のダメージを与える。

#### 陸釣スターシリーズ 新生・聖女と愉快な仲間たち
カレン・オルテンシア（Caren Hortensia）
イラスト - 赤星健次
宝具 - 聖骸布
消費 - MP0 / 発動 - 勝負開始時自動
敵チームの男性キャラクター1人の宝具を封じる。
ランサー
イラスト - 赤星健次
宝具 - 突き穿つ死翔の槍（ゲイボルグ）
消費 - MP15 / 発動 - 任意
敵チーム1人につき1〜2文の役「突き穿つ死翔の槍」を成立させる。
ギルガメッシュ（Gilgamesh）
イラスト - 赤星健次
宝具 - 全知なるや全能の星（シャ・ナクパ・イルム）
消費 - MP7 / 発動 - 任意
相手の手札2〜3枚か、山札の上から4〜5枚が見えるようになる。

#### 封印執行・鉄腕ブリーカー
バゼット・フラガ・マクレミッツ（Bazett Fraga Mcremitz）
イラスト - ギンカ
宝具 - 斬り抉る戦神の剣（フラガラック）
消費 - MP1 / 発動 - 相手が宝具を使用した上がり時に自動
相手の上がりを無効にし、役「斬り抉る戦神の剣」を成立させる。
アヴェンジャー
イラスト - ギンカ
宝具1 - 偽り写し記す万象（ヴェルグ・アヴェスター）
消費 - MP10 / 発動 - 相手の上がり時に任意
自分が受けたダメージと同数のダメージを相手に与える。
宝具2 - 無限の残骸（アンリミテッド・レイズ・デッド）
消費 - MP15 / 発動 - 任意
発動ターンで上がると、カス札の枚数が文数になる役「無限の残骸」が成立する。

### PSP版追加チーム

#### 穂群原にゃーにゃーズ
氷室 鐘（ひむろ かね）
声 - 中川里江 / イラスト - SAXYUN
宝具 - 冬木市文化財・目の氷鐘（グラス・ギャマン）
消費 - MP7 / 発動 - 任意
相手の手札2枚が見えるようになる。
蒔寺 楓（まきでら かえで）
声 - 結本ミチル / イラスト - SAXYUN
宝具 - 先行する誤認勝利（ミス・フライング・ヴィクトリー）
消費 - MP8 / 発動 - 任意
ランダムで1枚山札から札を引く。
三枝 由紀香（さえぐさ ゆきか）
声 - 中尾衣里 / イラスト - SAXYUN
宝具 - 反魂の香炉（おうさまのギフト）
消費 - MP15 / 発動 - 任意
自分の文数を1〜5文回復する。

#### 穂群原にゃーにゃー団
本作のオリジナルキャラクター。蒔寺楓が聖杯温泉に浸かり妄想した鐘・楓・由紀香が、聖杯温泉の力で具現化した存在。後にドラマCD『アーネンエルベの一日』でネコ二十七キャットに加盟することになる。本チームには「のーまるモード」のシナリオが存在しない。
わるい由紀香
声 - 中尾衣里 / イラスト - SAXYUN
にゃーにゃー団のリーダー的存在。非常に高圧的で理不尽でかつ狡猾な性格。
「由紀香マネージャービンタ」と称してはビンタ以外の攻撃を、楓に当たり散らす。
宝具 - 蒔寺スレイヤーEX（ゆきかビンタじごく）
消費 - MP15 / 発動 - 任意
自分の文数を1〜5文回復する。
ヘンな氷室
声 - 中川里江 / イラスト - SAXYUN
にゃーにゃー団の参謀的存在。言動が怪しく、語尾や笑い声として「〜カネ」「カネカネカネ」という言葉を使う。
由紀香の腰ぎんちゃくで、楓への暴挙については加担はせずとも特に助けようともしていない。
宝具 - 眼鏡くいっ（おみとおしカネ）
消費 - MP7 / 発動 - 任意
相手の手札2枚が見えるようになる。
きれいな蒔寺
声 - 結本ミチル / イラスト - SAXYUN
にゃーにゃー団の下っ端的存在。三人の中では唯一の常識人だが気弱で、立場は非常に低く雑用などをよく押し付けられているほか、暴力を振るわれることも多い。
宝具 - 約束された誤認の折檻（いぬライフ・いぬデス）
消費 - MP8 / 発動 - 任意
ランダムで1枚山札から札を引く。

### 大作戦の登場チーム

#### 卑劣必勝ハズバンド
衛宮 切嗣（えみや きりつぐ）
声 - 小山力也 / イラスト - toi8
宝具 - 隠密狙撃
消費 - 弾数1 / 発動 - 自分が「芒に月」を含む役で上がった時に任意
相手に与えるダメージに3文追加する。
アイリスフィール・フォン・アインツベルン（Irisviel von Einzbern）
声 - 大原さやか / イラスト - toi8
セイバー
声 - 川澄綾子 / イラスト - toi8
宝具 - 双輪甲騎兵（モータード・キュイラッシェ）
消費 - MP8 / 発動 - 自分が相手の文数より低い時に任意
相手に、自分と相手の文数の差の半分のダメージを与える。

#### 優雅なる愉悦倶楽部
遠坂 時臣（とおさか ときおみ）
声 - 速水奨 / イラスト - 森井しづき
アーチャー
声 - 関智一 / イラスト - 森井しづき
宝具 - 天翔る王の御座（ヴィマーナ）
消費 - MP10 / 発動 - 第1ターンのみ任意
発動したラウンドに限り、自分・相手ともに与えるダメージが2倍になる。
言峰 綺礼（ことみね きれい）
声 - 中田譲治 / イラスト - 森井しづき
宝具 - 秘門八極拳
消費 - MP5 / 発動 - 相手が3文以下の役で上がった時に任意
自分が受けたダメージと同数のダメージを相手に与える。

#### 時計塔の☆フィアンセさまっ♪
ケイネス・エルメロイ・アーチボルト（Kayneth El-Melloi Archibald）
声 - 山崎たくみ / イラスト - 倉花千夏
宝具 - 月霊髄液（ヴォールメン・ハイドラグラム）
消費 - MP12 / 発動 - 任意
ケイネスの毛髪が数本抜け落ちる演出が表示される。
ソラウ・ヌァザレ・ソフィアリ（Sola-Ui Nuaba-Re Sophia-Ri）
声 - 豊口めぐみ / イラスト - 倉花千夏
ランサー
声 - 緑川光 / イラスト - 倉花千夏
宝具1 - 破魔の紅薔薇（ゲイ・ジャルグ）
消費 - MP8 / 発動 - 相手が上がった時に任意
相手の与えるダメージを4文減らす。
宝具2 - 必滅の黄薔薇（ゲイ・ボウ）
消費 - MP15 / 発動 - 任意
相手チームのうち一人の宝具を無効化する。
宝具3 - 愛の黒子（ヤダマジイケメン）
消費 - MP0 / 発動 - 相手の女性キャラクターが上がった時に自動
相手の上がりを無効化し、こいこいにする。

#### ウェーニー・ウィーディー・ウィーキー
ウェイバー・ベルベット（Waver Velvet）
声 - 浪川大輔 / イラスト - はぎこ
ライダー
声 - 大塚明夫 / イラスト - はぎこ
宝具1 - 遥かなる蹂躙制覇（ヴィア・エクスプグナティオ）
消費 - MP8 / 発動 - 任意
使用ラウンドと、次回のラウンドで自分が上がった時、ダメージに3文を追加する。
宝具2 - 王の軍勢（アイオニオン・ヘタイロイ）
消費 - MP12 / 発動 - 任意
発動以降のラウンド終了毎に、相手に1〜2文のダメージを与える。

#### 屍の錬金術師
雨生 龍之介（うりゅう りゅうのすけ）
声 - 石田彰 / イラスト - 逃
キャスター
声 - 鶴岡聡 / イラスト - 逃
宝具 - 螺湮城教本（プレラーティーズ・スペルブック）
消費 - MP20 / 発動 - 任意
以降、相手から受けるダメージが半分になる。

#### 間桐の夏、貧血の夏
間桐 雁夜（まとう かりや）
声 - 新垣樽助 / イラスト - 中原
宝具 - 我が怨念は雲霞の如く（ムシキング/Zero）
消費 - MP1 / 発動 - 任意
発動した次のターン、あいてはこいこいができなくなる。また自分に1文ダメージ。
バーサーカー
声 - 置鮎龍太郎 / イラスト - 中原
宝具 - 騎士は徒手にて死せず（ナイト・オブ・オーナー）
消費 - MP10 / 発動 - 任意
ランダムで役を成立させる。また自分に4文ダメージ。
間桐桜（まとう さくら）
声 - 下屋則子 / イラスト - 中原
宝具 - 頑張れおじさん
消費 - ♥ / 発動 - ランダム
雁夜の文数を回復する。

#### 綾香さんと三人の騎士
沙条 綾香（さじょう あやか）
声 - 花澤香菜 / イラスト - 近衛乙嗣
セイバー
声 - 櫻井孝宏 / イラスト - 近衛乙嗣
宝具 - 約束された勝利の剣（エクスカリバー・プロト）
消費 - MP20 / 発動 - 自分が上がった時に任意
相手に10文のダメージを与える。
アーチャー
声 - 中村悠一 / イラスト - 近衛乙嗣
宝具 - 奉る王律の鍵（バヴ＝イル）
消費 - MP8 / 発動 - 第1ターンのみ任意
自分の手札のカス札を1〜2枚ランダムで、山札の中にある同月のコウ札にする。
ランサー
声 - 中井和哉 / イラスト - 近衛乙嗣
宝具 - 穿ちの朱槍（ゲイボルグ・オリジン）
消費 - MP6 / 発動 - 任意
相手の役札をランダムで奪う。

#### 電子の海から豪華絢爛
セイバー
声 - 丹下桜 / イラスト - ワダアルコ
宝具 - 招き蕩う黄金劇場（アエストゥス・ドムス・アウレア）
消費 - MP3 / 発動 - 任意（COMのみ即発動）
背景を黄金劇場に変更し、BGMも「survanrt_extra (saber, everything is on her hand)」に変わる。
アーチャー
声 - 諏訪部順一 / イラスト - ワダアルコ
宝具 - 偽・螺旋剣（カラドボルグⅡ）
消費 - MP3 / 発動 - 自分が「月見酒」で上がった時に任意
相手に3文のダメージを与える。
キャスター
声 - 斎藤千和 / イラスト - ワダアルコ
宝具 - 崩呪・黒天洞
消費 - MP5 / 発動 - 任意
発動の次のターンに相手に上がられた時、役のダメージを半減させる。

#### 盗んだステッキで走り出す魔法少女の夜
イリヤスフィール・フォン・アインツベルン（llyasviel von Einzbern）
声 - 門脇舞以 / イラスト - ひろやまひろし
宝具 - Kaleidoscope（カレイドスコープ）
消費 - MP15 / 発動 - 自分が上がった時に任意
相手に与えるダメージが2倍になる。
美遊・エーデルフェルト（みゆ・エーデルフェルト）
声 - 名塚佳織 / イラスト - ひろやまひろし
宝具 - 全力砲撃
消費 - MP7 / 発動 - 任意
相手の役をランダムで一つ破壊する。50％の確率で自分の役もランダムで一つ破壊される。
クロエ・フォン・アインツベルン
声 - 斎藤千和 / イラスト - ひろやまひろし
宝具 - 熾天覆う七つの円環（ロー・アイアス）
消費 - MP10 / 発動 - 相手が上がった時に任意
相手から受ける4文までのダメージを無効化する。

#### 大聖杯の花嫁たち
本チームには「すとーりーモード」のシナリオが存在しない。
沙条 愛歌（さじょう まなか）
声 - 豊崎愛生 / イラスト - 近衛乙嗣
宝具 - 聖都炎上（ゴモラズブレイズ）
消費 - MP12 / 発動 - 任意
相手の手札をランダムで1〜3枚除外する。
間桐 桜（まとう さくら）
声 - 下屋則子 / イラスト - 中原
宝具 - 呪層界・胎蔵曼荼羅
消費 - MP8 / 発動 - 自分の文数が3文以下の時に任意
相手キャラクター全員のMPを全て奪う。

#### 回るマナカグラス
本チームはプレイヤーは選択できない。
沙条 愛歌（さじょう まなか）
声 - 豊崎愛生 / イラスト - 近衛乙嗣
宝具1 - 聖都陥落（ソドムズフォール）
消費 - MP0 / 発動 - 第1ターン目に任意
以降、全ての役の文数が1/2になる。
宝具2 - 怪獣王女（ポトニアテローン）
消費 - MP0 / 発動 - 第1ターン目に任意
以降、自分が上がった時の文数が3倍になる。

### その他のキャラクター
星神
声 - 田村ゆかり
タイガーボールを7つ集めると現れる「願いをかなえるモノ」。一世紀に一度だけ、どんな願いでも叶えてくれる。願いをかなえ終えた後は、タイガーボールは四散し、星神も姿を消す。会話する能力はあり、多少は融通も聞く。
その姿は奈須きのこの自画像に使われるキャラクターと同じ。
久宇 舞弥（ひさう まいや）
声 - 恒松あゆみ
大作戦の「卑劣必勝ハズバンド」シナリオに登場する。
遠坂 葵（とおさか あおい）
声 - 伊藤葉純
大作戦の「優雅なる愉悦倶楽部」シナリオに登場する。
アサシン
声 - 阿部彬名（女） / 豊崎愛生（ちび）
言峰綺礼のサーヴァントであるアサシン。大作戦の「ちゅーとりある」に登場する。
なお「ちびアサシン」は、『Fate/Zero』の設定資料集である『Zero Material』で、没プロットの一部として紹介されていたもの。会話能力がないという設定だったが、本作ではたどたどしくはあるが発話している。

## スタッフ
- シナリオ - 奈須きのこ
  - 星空めてお（「時計塔の☆フィアンセさまっ♪」）
  - 虚淵玄（「卑劣必勝ハズバンド」「優雅なる愉悦倶楽部」）
  - 東出祐一郎（「ウィーニー・ウィーディー・ウィーキー」「屍の錬金術師」）
  - ひろやまひろし（「盗んでステッキで走り出す魔法少女の夜」）
- 演出 - BLACK
- グラフィック - BLACK / 蒼月タカオ
- 音楽 - Hil / KATE
- 効果音 - 芳賀敬太
- 3Dエフェクト - 砂取音幸
- プログラム - 清兵衛

## 関連商品
- Fate/hollow ataraxia
- Fate/stay night [Réalta Nua]
- フェイト/タイガーころしあむ

### 書籍
Fate/stay night [Réalta Nua] 公式攻略ガイド（2007年5月10日発売）
角川書店発行。PSP版の解説ページが設けられている。ISBN 978-4-04-707236-7
Fate/stay night [Réalta Nua] 公式攻略ガイド 改訂版（2012年11月29日発売）
角川書店発行。PSP版と第二作の解説ページが設けられている。ISBN 978-4-04-110336-4
Fate/complete material V Hollow material.（2012年2月25日発売）
エンターブレイン発行。第一作の紹介ページが設けられている。ISBN 978-4-04-727877-6